# Gabriel Alonso
Gabriel Alonso Aristiaguirre (* 9. November 1923 in Hondarribia; † 19. November 1996 ebenda) war ein spanischer Fußballspieler.

## Karriere

### Verein
Alonso spielte bei Real Unión Irún, Racing de Ferrol und Celta Vigo, bevor er 1951 zu Real Madrid wechselte. Mit Madrid gewann er 1954 die spanische Meisterschaft. Anschließend spielte er für den CD Málaga und Rayo Vallecano, wo er seine Spielerkarriere 1957 beendete.
Anfang der 1960er Jahre war er als Trainer bei Real Jaén und seinem früheren Klub Racing de Ferrol tätig.

### Nationalmannschaft
Alonso debütierte am 21. März 1948 beim 2:0 in einem Freundschaftsspiel gegen Portugal in der spanischen Nationalmannschaft.
Anlässlich der Weltmeisterschaft 1950 in Brasilien wurde Alonso von Nationaltrainer Guillermo Eizaguirre in das spanische Aufgebot berufen. Er kam in allen sechs Endrundenspielen der Spanier, die am Ende des Turniers den vierten Platz belegten, zum Einsatz.
Sein letztes von insgesamt zwölf Länderspielen, in denen er ohne Torerfolg blieb, bestritt Alonso am 8. Juni 1952 beim 0:0 in einem Freundschaftsspiel gegen die Türkei.

## Erfolge
- Spanischer Meister: 1953/54